# Abies fabri
Abies fabri är en tallväxtart som först beskrevs av Maxwell Tylden Masters, och fick sitt nu gällande namn av William Grant Craib. Abies fabri ingår i släktet ädelgranar och familjen tallväxter.

## Utbredning, habitat och systematik
Arten förekommer endemisk i bergstrakter i provinsen Sichuan i Kina. Den växer i regioner som ligger 2000 till 3600 meter över havet. Vädret i regionen är kyligt till kallt och mycket fuktigt. Årsnederbörden ligger ofta över 2 000 mm.
Arten delas in i följande underarter:
- A. f. fabri
- A. f. minensis

## Ekologi
På enstaka platser bildar Abies fabri grupper där inga andra träd ingår. Arten är annars vanligare i skogar tillsammans med Picea likiangensis, Tsuga chinensis och Larix potaninii.

## Status och hot
Bara en del av utbredningsområdet är naturskyddsområde. Vid andra ställen sker skogsavverkningar. Beståndet hotas dessutom av surt regn från närbelägna industrier. Uppskattningsvis minskade hela populationen med 30 procent under de gångna 150 åren (räknad från 2010). IUCN kategoriserar arten globalt som sårbar (VU).

## Bildgalleri

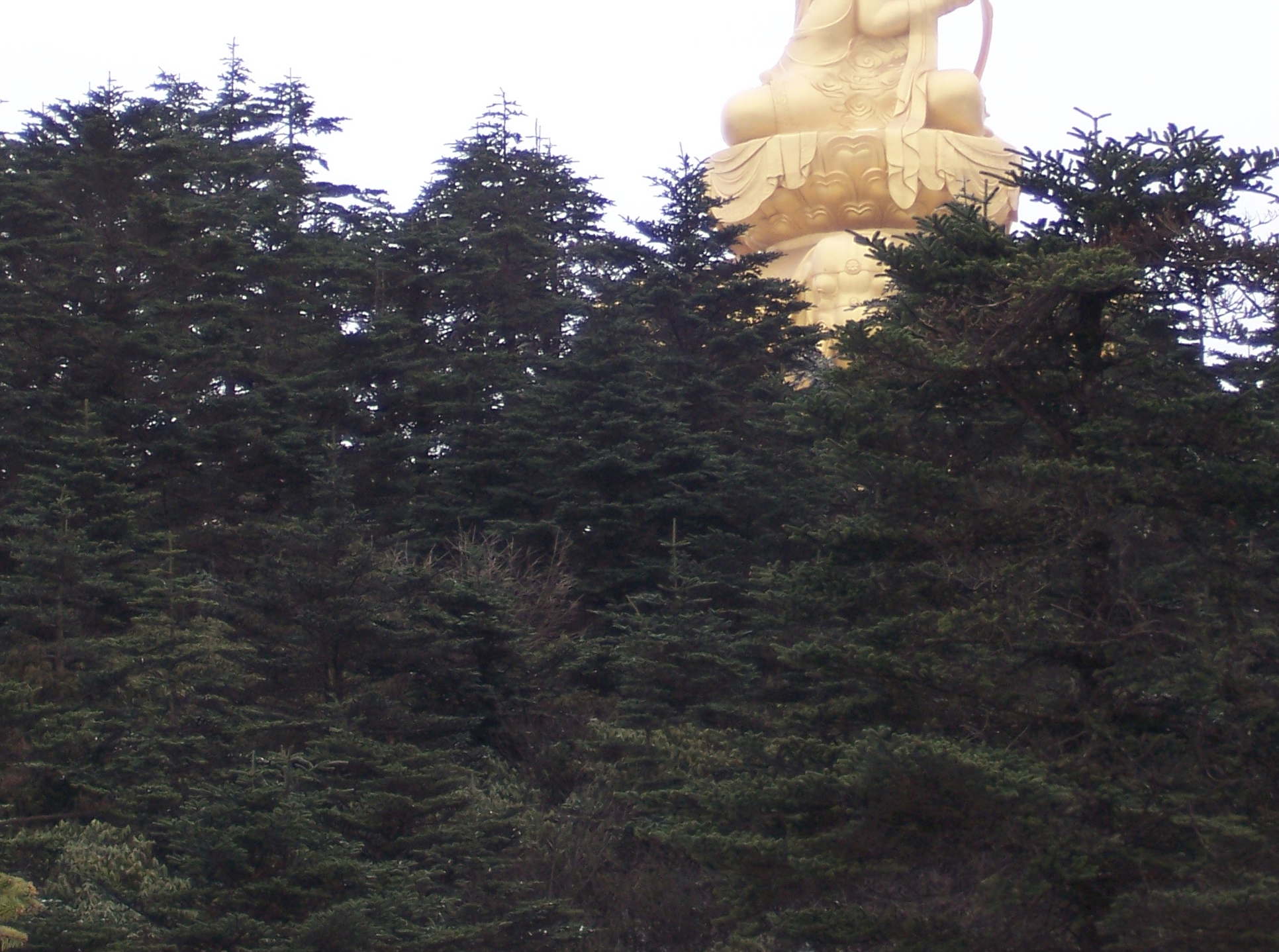
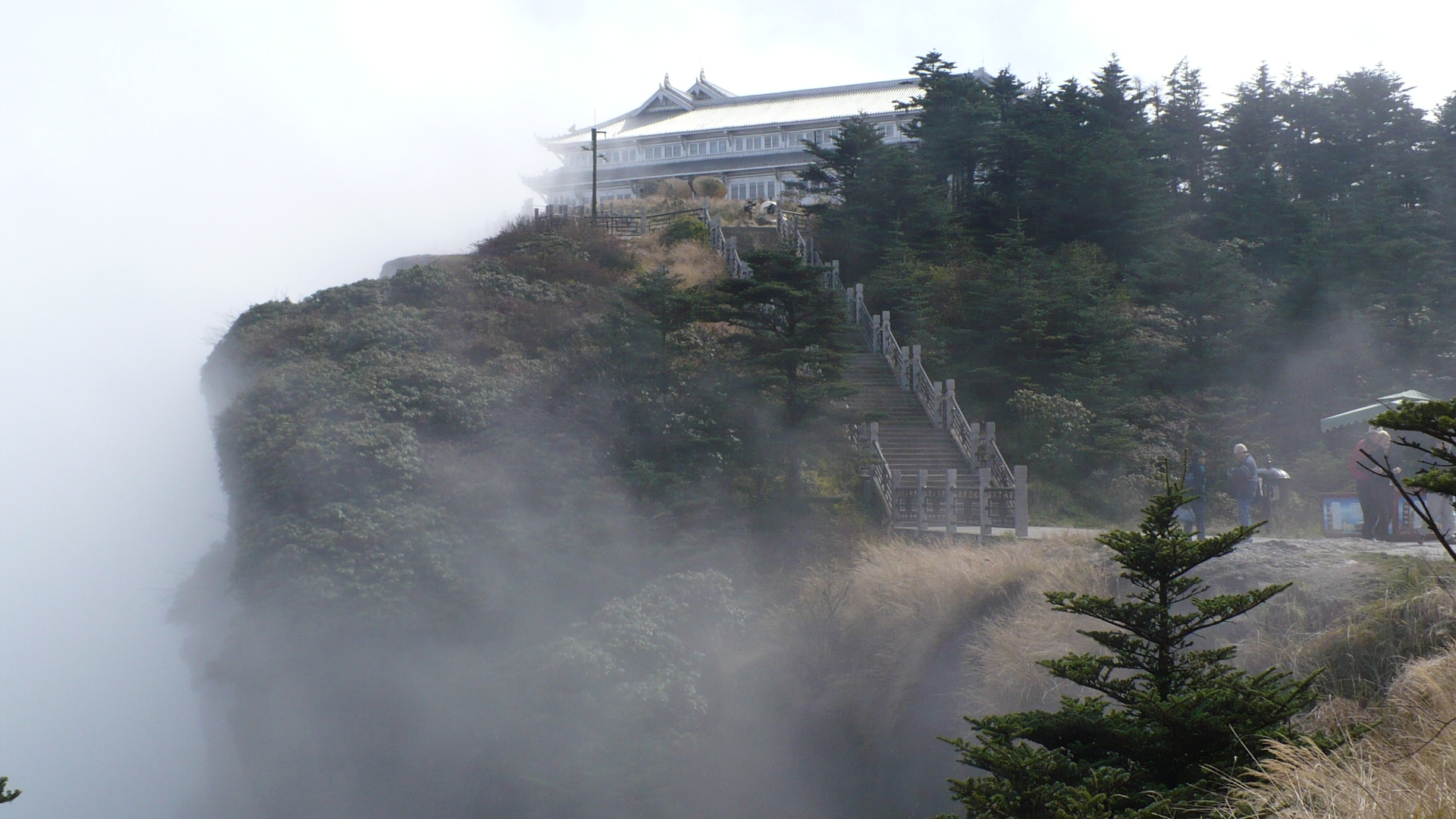
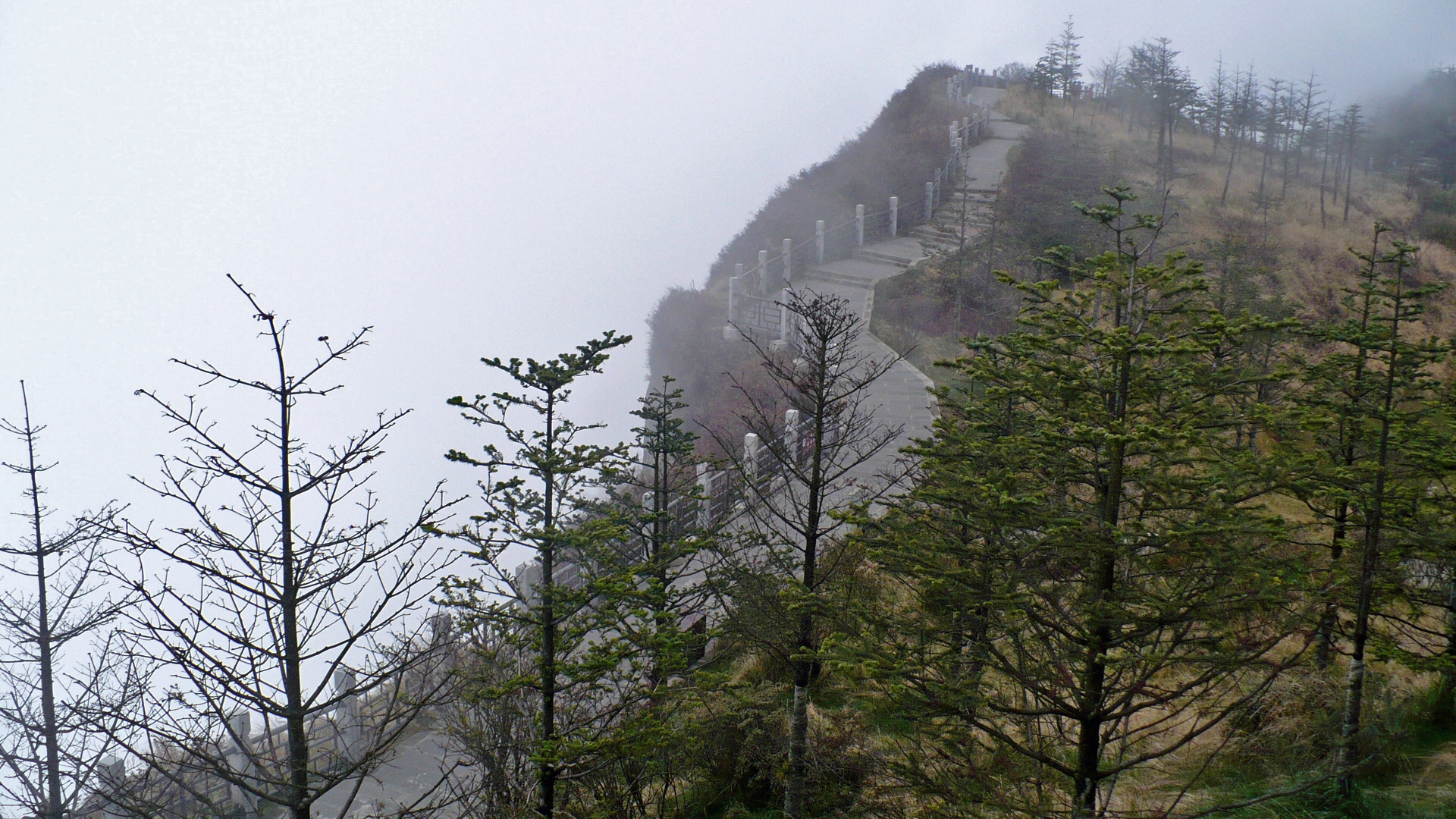
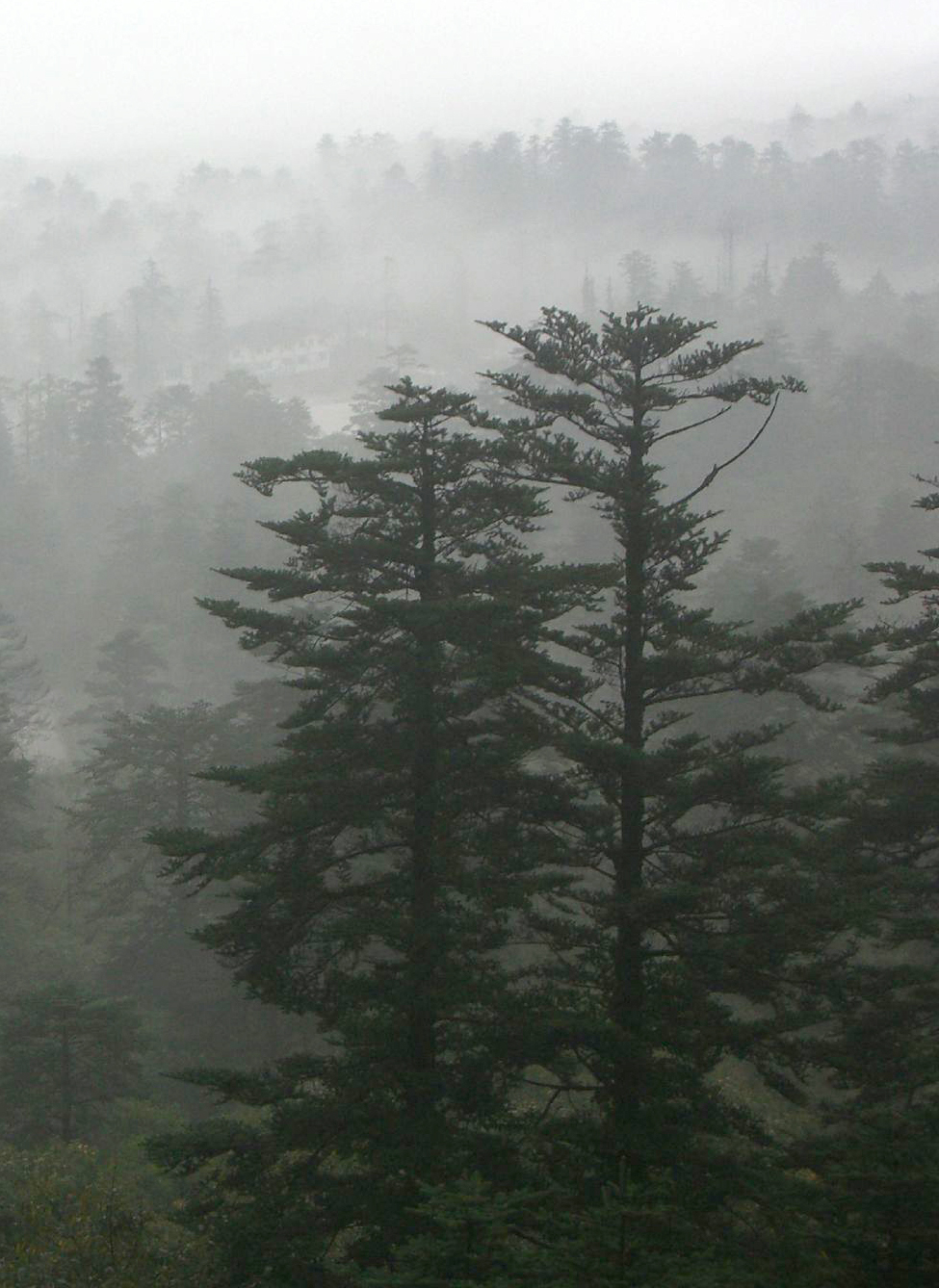
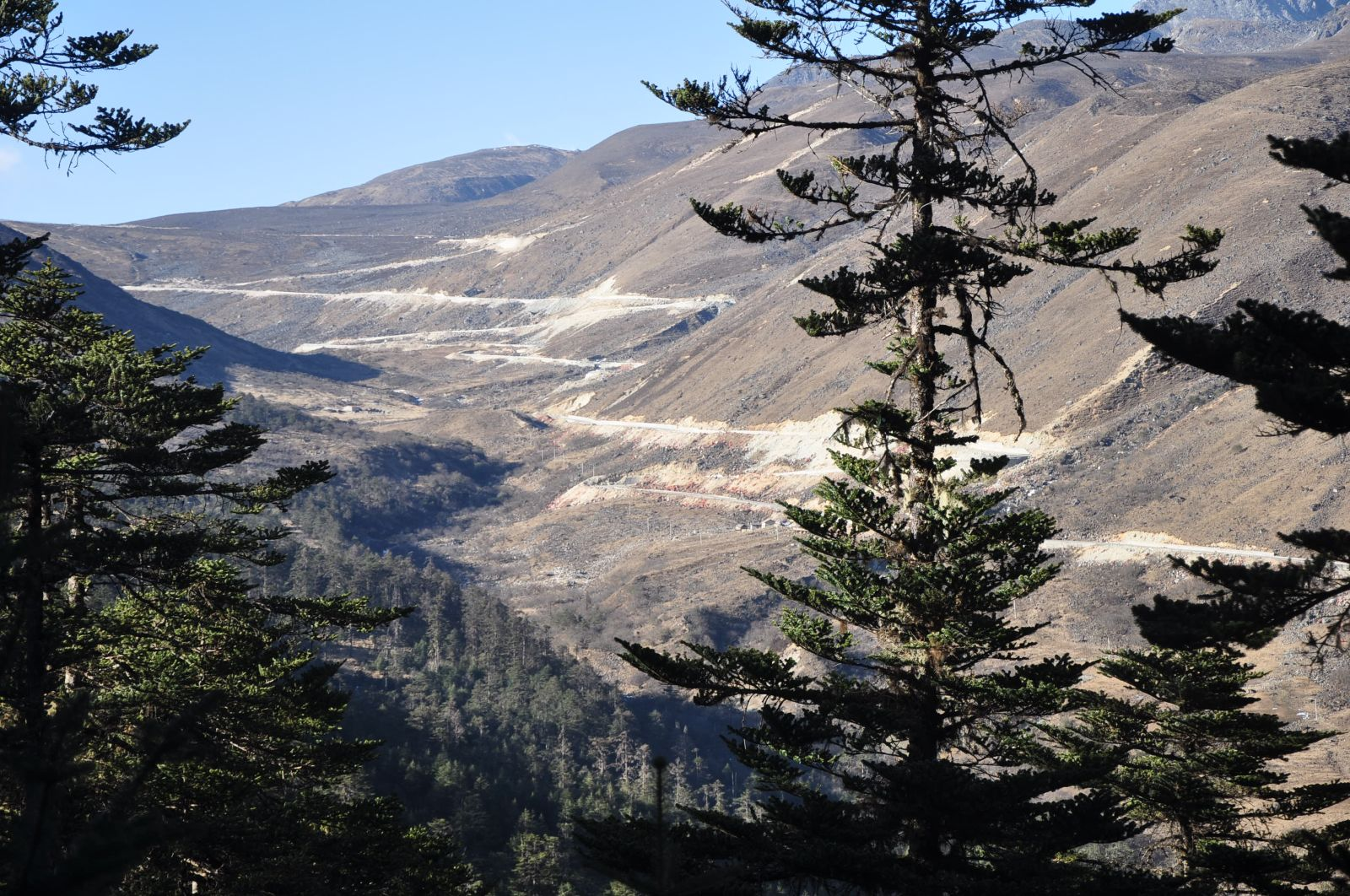